# 4513 Louvre
4513 Louvre је астероид главног астероидног појаса са средњом удаљеношћу од Сунца која износи 3,025 астрономских јединица (АЈ).
Апсолутна магнитуда астероида је 11,6.